# Tim V. Johnson
Ne doit pas être confondu avec Tim P. Johnson.
Pour les articles homonymes, voir Johnson et Tim Johnson.
Timothy Vincent Johnson dit Tim V. Johnson, né le 23 juillet 1946 à Champaign (Illinois) et mort le 9 mai 2022 à Urbana (Illinois), est un homme politique américain, membre du parti républicain. 
Il représente le quinzième district de l'Illinois à la chambre des représentants des États-Unis de 2001 à 2013.